# Parachernes virginicus
Parachernes virginicus är en spindeldjursart som först beskrevs av Banks 1895.  Parachernes virginicus ingår i släktet Parachernes och familjen blindklokrypare. Inga underarter finns listade i Catalogue of Life.